# Mạng Truyền hình Toàn cầu Trung Quốc
Mạng Truyền hình Toàn cầu Trung Quốc (CGTN) là cơ quan truyền thông quốc tế và là một trong ba nhánh của Đài Phát thanh và Truyền hình Trung ương Trung Quốc. Có trụ sở tại Bắc Kinh, CGTN phát sóng tin tức với nhiều ngôn ngữ. CGTN nằm dưới sự quản lý của Bộ Tuyên truyền Trung ương thuộc Đảng Cộng sản Trung Quốc.
Các cơ quan truyền thông, các nhóm vận động nhà báo và những người khác đã cáo buộc CGTN thay mặt chính phủ Trung Quốc phát sóng tuyên truyền và phản thông tin cùng những lời bức cung.